# Euophrys nigritarsis
Euophrys nigritarsis är en spindelart som först beskrevs av Simon 1868.  Euophrys nigritarsis ingår i släktet Euophrys och familjen hoppspindlar. Inga underarter finns listade i Catalogue of Life.